# Čůrající pes (cvičení)
Čůrající pes  je cvičení, které je určeno k posílení boků a hýždí, a to bez použití závaží. Cvik zaměřený na posílení vnější strany stehen – abduktorů, čili odtahovačů a zároveň svalů podílejících se na aktivaci pánevního dna. Komický název je pojmenován pro podobnost se způsobem močení psa..
Cvičení také zlepšuje stabilitu trupu.

## Postup
- Opřít se o kolena a dlaně, dlaně jsou kolmo pod rameny, kolena pod kyčlemi, páteř krásně rovná,
- Neprohýbat v bedrech, váhu rovnoměrně rozložit
- Druhou nohu střídavě zvedat kolenem směrem do strany nahoru a dolů.